# Anplatten

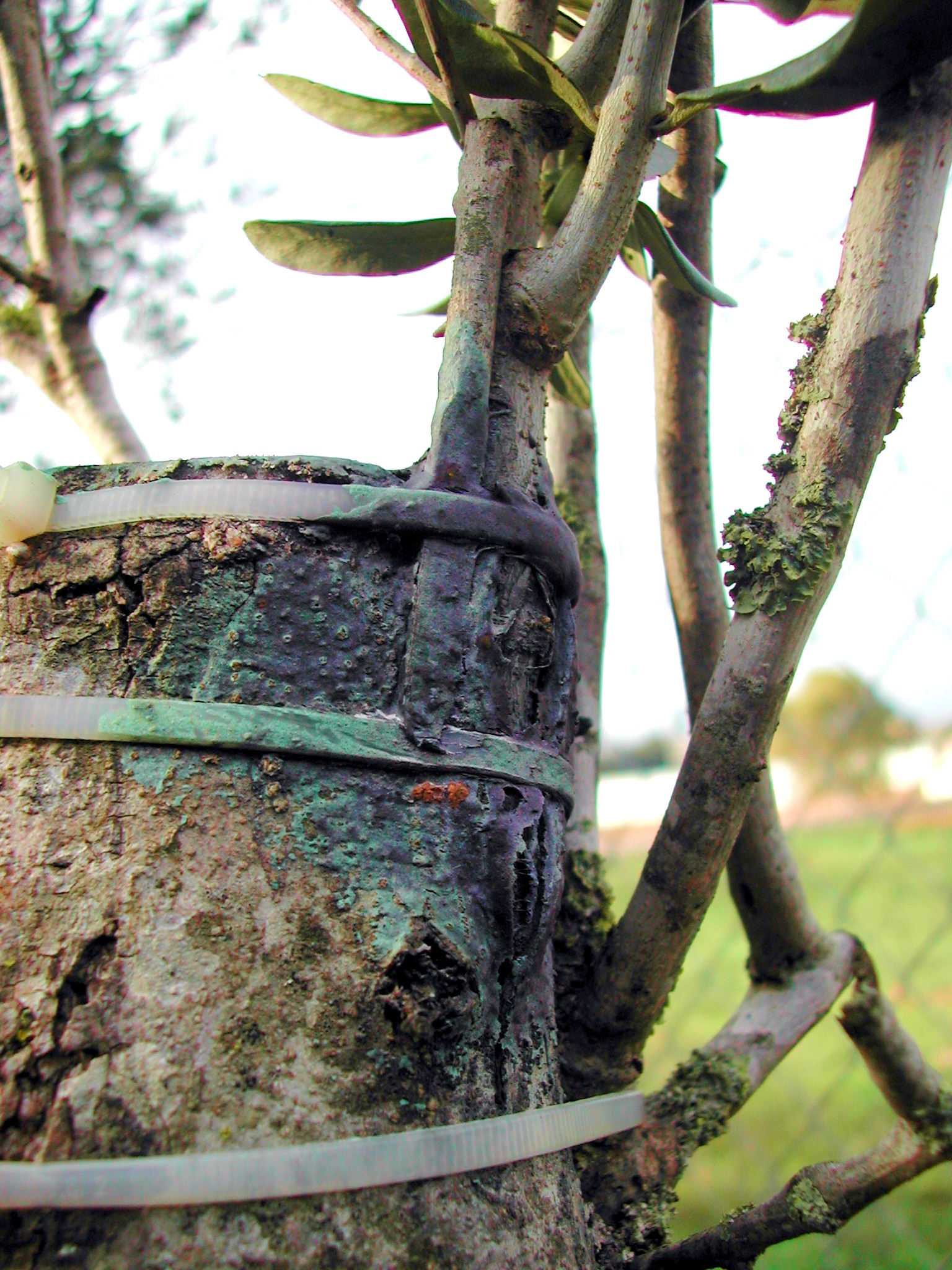
Angeplatteter Trieb bei einem Olivenbaum

Anplatten bzw. Anschäften ist ein Fachausdruck aus dem Gartenbau und bezeichnet eine Art der Pflanzenveredelung. Diese Technik wird angewendet, wenn der Durchmesser der Veredelungsunterlage im Vergleich zum Edelreis ungleich stark ist. Sie wird im Frühjahr und Sommer vorgenommen. Das Anplatten ist eine Variante des Pfropfens, gekennzeichnet durch ein eigenständiges Verfahren in der Durchführung von Schnitttechnik und Veredelungszeitpunkt.
Bei Veredelungen im Frühjahr ist darauf zu achten, dass sich das Edelreis in Winterruhe befindet. Es sollte im Januar bei offenem Wetter geschnitten werden, und bis zum Veredelungszeitpunkt kühl, aber frostfrei gelagert werden, so dass es noch nicht angetrieben ist. Koniferen, Johannisbeeren und Stachelbeeren werden nach dieser Methode veredelt. Auch bei Zitruspflanzen wird dieses Verfahren angewendet.
Dabei wird an der Unterlage, die im Gegensatz zur Geißfußveredelung oder dem sonst üblichen Pfropfen nicht abgeworfen (abgeschnitten) wird, in der gewählten Kronenhöhe von oben nach unten eine etwa 3 bis 4 cm lange Zunge einige Millimeter tief eingeschnitten. Anschließend wird unten ein waagrechter Schnitt angebracht, wobei der Messerrücken in einem Winkel nach oben gerichtet ist, so dass die Zunge herausfällt und weggeworfen werden kann.
An das Edelreis mit etwa 3 bis 4 Augen wird nun ein ovaler Kopulationsschnitt von der Länge der zuvor herausgeschnittenen Zunge der Unterlage angebracht. Danach schneidet man unten an der Rückseite des ovalen Kopulationsschnittes des Edelreises waagrecht dagegen, so dass das Edelreis genau in den Zungenausschnitt der Unterlage passt. Hinterher fügt man das Edelreis in den Ausschnitt der Unterlage ein, wobei sich die Kambiumflächen  überdecken sollten, gelingt das nicht ganz, muss man darauf achten, dass sie sich zumindest auf einer Seite überdecken. Anschließend wird die Veredelungsstelle mit Bast oder einem Gummiband umwickelt und festgebunden, und alle Schnittstellen mit Baumwachs sorgfältig verstrichen. Bei Koniferen ist das nicht nötig.
Im darauf folgenden Winter wird bei einer Sommerveredelung (Johannisbeeren und  Stachelbeerbäumchen) etwa 10 cm oberhalb der Unterlage die restliche Krone abgeworfen (abgeschnitten), und im Frühjahr der Rest ganz entfernt, wobei die Schnittfläche mit Baumwachs verstrichen werden muss. Das Anplatten kann im Freiland, aber auch bei Containerpflanzen vorgenommen werden.
Bei Koniferen wird nach 3 Wochen die Hälfte des Wildlings abgeschnitten. Nach 3 weiteren Wochen kann man den ganzen Wildling entfernen.

## Seitliches Anplatten
Diese Technik wird vor allem bei Laubgehölzen angewendet, aber kann auch bei der Erziehung von Hochstamm-Stachelbeeren nützlich sein. Dabei wird an der Unterlage seitlich eine nach oben weisende Rindenzunge abgelöst, das Edelreis an Vorder- und Rückseite oval angeschnitten, und in den Spalt zwischen Unterlagenholz und Rinde eingebracht. Weiteres Vorgehen wie oben beschrieben.